# Xylopia pyrifolia
Xylopia pyrifolia är en kirimojaväxtart som beskrevs av Adolf Engler. Xylopia pyrifolia ingår i släktet Xylopia och familjen kirimojaväxter. Inga underarter finns listade i Catalogue of Life.